# Genady Riger
Genady Riger (hebrejsky גנדי ריגר, rusky Геннадий Ригер, Gennadij Riger, žil 24. května 1948 – 12. října 2015) byl izraelský politik a bývalý poslanec Knesetu za stranu Jisra'el ba-alija.

## Biografie
Narodil se v Sovětském svazu. V roce 1990 přesídlil do Izraele. Získal středoškolské vzdělání v oboru elektroinženýr. Hovořil hebrejsky, anglicky a rusky.

## Politická dráha
V izraelském parlamentu zasedl po volbách v roce 1999, v nichž kandidoval za stranu Jisra'el ba-alija. Do činnosti Knesetu se zapojil jako člen výboru pro vzdělávání a kulturu, výboru práce, sociálních věcí a zdravotnictví, výboru pro imigraci, absorpci a záležitosti diaspory, výboru pro zahraniční dělníky, výboru pro drogové závislosti, výboru pro ústavu, právo a spravedlnost a výboru petičního. Zasedal v několika vyšetřovacích komisích.
Ve volbách v roce 2003 mandát neobhájil.
Zemřel v říjnu 2015. Pohřben byl ve městě Kfar Saba.